# Raymond Gosling
Pour les articles homonymes, voir Gosling.
Raymond Gosling, né le 15 juillet 1926 à Wembley et mort le 18 mai 2015, est un scientifique britannique qui a travaillé au King's College de Londres avec Maurice Wilkins et Rosalind Franklin (il était doctorant à l'époque) sur la découverte et la caractérisation de la structure de l'ADN. C'est notamment lui qui en mai 1952 au King's College de Londres, a photographié le cliché 51 alors qu'il travaillait sous la direction de Rosalind Franklin.